# Перекрестовы-Осиповы
Перекрестовы-Осиповы (Перекрёстовы, укр. Перекрестови) — дворянский род.
Потомство Ивана Ивановича Перекрестова, бывшего во второй половине XVII века стольником и полковником ахтырским; его сын Данило также был полковником ахтырским, а внук, Василий Данилович, полковник сумской, женившись на внучке бригадира Осипова, принял фамилию Перекрестов-Осипов.
Род Перекрестовых-Осиповых внесён в VI и II части родословных книг Харьковской, Полтавской, Черниговской и Курской губерний.

## Описание герба
В щите, имеющем голубое поле, изображено серебряное сердце, пронзённое крестообразно двумя золотыми стрелами, остриями вниз, а на поверхности сердца видна выходящая рука в золотых латах со стрелою, которая обращена в правую сторону.
На щите дворянский коронованный шлем. Нашлемник: три страусовых пера. Намёт на щите голубой и красный, подложенный золотом. Герб рода Перекрестовых-Осиповых внесен в Часть 6 Общего гербовника дворянских родов Всероссийской империи, стр. 110.

## Известные представители
- Перекрёстов Иван Иванович - стольник (1687-1692).
- Перекрёстов Данила Иванович - стряпчий (1692).
- Перекрёстов Яков Иванович - стряпчий (1692)[1].